# ويل إس. ديفيس
ويل إس. ديفيس (بالإنجليزية: William Senderling Davis)‏ هو كاتب سيناريو ومخرج أمريكي، ولد في 22 نوفمبر 1880 في فيلادلفيا في الولايات المتحدة، وتوفي في 19 نوفمبر 1920 في مانهاتن في الولايات المتحدة بسبب التهاب البريتون.

## وصلات خارجية
- ويل إس. ديفيس على موقع IMDb (الإنجليزية)
- ويل إس. ديفيس على موقع أول موفي (الإنجليزية)
- ويل إس. ديفيس على موقع قاعدة بيانات الأفلام السويدية (السويدية)
- ويل إس. ديفيس على موقع كينوبويسك (الروسية)